# 妈屿天后古庙
妈屿天后古庙，位于中国广东省汕头市龙湖区妈屿岛，为汕头市的一个市、县级文物保护单位，类型为近现代重要史迹及代表性建筑，公布时间为1988年11月19日。

## 历史
妈屿天后古庙有新、老两座。老天后宫始建于元代，清咸丰十一年（1861年）重建，后又与1928年与1984年两次重修。新天后宫始建于清光绪年间，后于1981年重修。